# أدلبرت فون كاميسو
أدلبرت فون كاميسو (1781-1838) (بالإنجليزية: Adelbert von Chamisso)‏ هو عالم نبات ألماني.

## نباتات وصفها أدلبرت فون كاميسو
- جمية خبازية الأوراق
- جمية كاليفورنية
- خشخاش كاليفورنيا
- زانيكلية متلوية
- سهم الماء المونتفيديوي
- سهم الماء معيني الأوراق
- سيف الأمازون كبير الأوراق
- شوح مقدس
- مانسوة صعبة
- هوركلية كاليفورنية

## وصلات خارجية
- أدلبرت فون كاميسو على موقع IMDb (الإنجليزية)
- أدلبرت فون كاميسو على موقع الموسوعة البريطانية (الإنجليزية)
- أدلبرت فون كاميسو على موقع ألو سيني (الفرنسية)
- أدلبرت فون كاميسو على موقع ميوزك برينز (الإنجليزية)
- أدلبرت فون كاميسو على موقع قاعدة بيانات الأفلام السويدية (السويدية)
- أدلبرت فون كاميسو على موقع ديسكوغز (الإنجليزية)
- أدلبرت فون كاميسو على موقع كينوبويسك (الروسية)